# Бойчова скала
Бойчова скала (още Бойчова дупка) е пещера във Влахина планина, в непосредствена близост до село Логодаж. Пещерата е необлагородена, но към 2022 година със свободен достъп.

## Местонахождение и описание
Намира се в околоностите на село Логодаж в близост до кариера за пясък и чакъл. Открита е при кариерни разработки през 1979 година като е проучена и картирана от Илия Илиев, Р. Доганджийска и Вл. Генов от ПК „Айгидик“ Благоевград и през 1981 година от екип на Географския институт на БАН и БФСп (Българска федерация по спелеология) в състав Петър Берон, П. Стефанов и Тр. Даалиев. Образувана е в чисти (с високо карбонатно съдържание) средно триаски варовици, лежащи върху водонепропускливи долнотриаски пясъчници.
Пещерата е хоризонтална и неразклонена. В централната част има зала с дължина 30 метра, ширина 20 метра и височина 3 метра.